# Gurneya obliqua
Gurneya obliqua är en kackerlacksart som först beskrevs av Walker, F. 1869.  Gurneya obliqua ingår i släktet Gurneya och familjen jättekackerlackor. Inga underarter finns listade i Catalogue of Life.